# Tapinoma minutissimum
Tapinoma minutissimum é uma espécie de formiga do gênero Tapinoma.